# Джуніор Гойлетт
Девід Вейн Гойлетт (англ. David Wayne Hoilett, нар. 5 червня 1990, Брамптон), відомий як Джуніор Гойлетт — канадський футболіст, нападник валлійського клубу «Кардіфф Сіті».
Також відомий виступами за «Блекберн Роверз».

## Ігрова кар'єра
У дорослому футболі дебютував 2007 року виступами за команду клубу «Блекберн Роверз», в якій провів п'ять сезонів, взявши участь у 81 матчі чемпіонату.
Згодом з 2007 по 2009 рік грав на правах оренди у Німеччині у складі команд клубів «Падерборн 07» та «Санкт-Паулі».
До складу клубу «Квінз Парк Рейнджерс» приєднався 2012 року. Встиг відіграти за лондонську команду 26 матчів у національному чемпіонаті.
Влітку 2016 року став гравцем валлійського «Кардіфф Сіті».